# Ruxandra Lăpușneanu
Ruxandra Lăpușneanu (n. 1538, Suceava – d. 12 noiembrie 1570, Iași) a fost o principesă din Moldova.

## Biografie
A fost fiica domnului Moldovei, Petru Rareș, și a soției acestuia, Elena Brancovici, sora lui (Iliaș (n. 1531), Ștefan (n. 1532) și Constantin (n. 1542).După cum afirmă Sorin Iftimi „Ruxanda, doamna lui Alexandru Lăpușneanu era doamnă prin naștere, nu doar prin căsătorie”. A avut trei copii: Bogdan Lăpușneanu, Aron Vodă, Ilie Lăpușneanu.
S-a căsătorit cu domnul Moldovei, Alexandru Lăpușneanu, în ianuarie 1556: „În acest an s-a cununat cu doamna Ruxandra, în anul 7064 (1556) luna întâia” (epitaf la Mănăstirea Slatina), dar primul lor copil, Bogdan, s-a născut înainte de acest eveniment, în 1554. După alungarea lui Lăpușneanu din prima domnie, de către o pretinsă rudă a Doamnei, Despot Vodă, a fost trimisă o vreme cu copiii la Doamna Chiajna, sora ei. A făcut intervenții la Constantinopol în favoarea soțului ei, trimițându-și oamenii prin Divanul sultanului în vederea obținerii unei noi domnii. După reușita acestei acțiuni a pornit, la 6 noiembrie 1563, spre Moldova.
A fost regentă în Moldova, între 1568–1570, în numele fiului ei, Bogdan Lăpușneanu.
Rolul politic al Ruxandrei începe abia după moartea lui Alexandru Lăpușneanu când domnia i-a revenit fiului - Bogdan (1568-1572). Deoarece acesta era minor, Ruxandra a fost acea care a exercitat regența, avându-i ca și „sfătuitori‖ pe „Gavriil Logofătul și Dimitrie Hatmanul‖. Din textul cronicii lui Azarie, reiese clar că Ruxandra este conducătoarea regenței, conducând cu „minte de bărbat‖, dar cu suflet mare și „împodobită de înțelepciune‖ [5, p. 142; 8, p. 88]. Potrivit aceluiași cronicar, ea a condus țara menajând boierimea, cinstind „cu mii de binefaceri pe cnezii care erau sub dânsa și-i mângâia cu daruri foarte bogate și de mare cinste‖ [5, p. 147]. Izvoare documentare din perioada regenței care să consemneze acțiunile politice ale Ruxandrei aproape că lipsesc. Acțiunile ei politice s-au manifestat indirect. Ruxandra nu semnează documentele în calitate de conducător al țării, ci doar în acea de mamă a Domnului Bogdan. Un astfel de document este cel din anul 1570 prin care „Bogdan Lăpușneanu voievod și mama sa Ruxandra "răscumpără toate averile mănăstirii Dohiariu de la Sfântul Munte, iar călugării se obligă să respecte dorințele lor‖ [6, p. 235; 8, p. 89]. Această lipsă a documentelor oficiale semnate de regentă îndreptățește concluzia că regenta, în general, nu semnează documente domnești. Aceasta nu a însemnat că, Ruxandra nu a participat la conducerea efectivă a țării ci a preferat să administreze țara indirect, pentru a nu trezi nemulțămiri."
Cronicile istorice acreditează ideea că ea l-ar fi otrăvit pe Alexandru Lăpușneanu.
Foarte pioasă, a întreținut cu sume mari mai multe mănăstiri de la Muntele Athos, Zografou, Dohiariou sau Karakalou.In 1590 doneaza  la Athos, sub familia Lapusneanu, "un pontir de argint suflat cu aur, inchinat Bisericii celei Mari de Ruxandra  sotia lui Alexandru voievod a toata Moldovlahia, in anul 7072, o suta nouazeci si cinci de dramuri".De asemenea mai doneaza la Manastirea sf Ecaterina din Muntele Athos, o cadelnita din argint cu caracteristici gotice in anul 1569.La 1 septembrie 1558, domnul Alexandru Lăpușneanu și doamna Ruxandra, ofereau mănăstirii Slatina o cruce din lemn de chiparos sculptat, cu trei brațe, îmbrăcată în argint aurit construite în intervalul 1551-1552. 50. În 1560, cei doi au dat mănăstirii Râșca „un sat în obârșia pârâului Vasluiului, anume Popeștii și cu mănăstirea ce se numește Trâstiiana și cu moară într-același pârâu, cu prisăcile și cu poienile”. Un an mai târziu, familia domnească „a început a zidi hram întru numele Schimbării la Față a Domnului”, mănăstirea Slatina52. În iunie 1567, cei doi au oferit mănăstirii Putna un colivar și o cristelniță". La 21 septembrie 1569, doamna Ruxandra Lăpușneanu a înnoit și ferecat un Tetraevanghel „din argintul cel vechi a lui Ștefan voievod celui Bătrân”, care a revenit mănăstirii Putna și a construit biserica Precista din Roman. În anul 1569, Doamna Ruxandra Lăpușneanu a venit în ajutorul târgoveților din Roman zidindu-le o biserică nouă în locul celei de la cimitir. Construcția a durat din 23 mai până în 15 septembrie, când a primit hramul „Adormirea Preacuratei Fecioare”. Deși această nouă biserică a fost înzestrată cu toate cele de trebuință, n-au rămas în bisericile care i-au urmat decât Sfânta Masă și pisania, al cărei text, redactat în slavonă îl redăm în traducere:
„Cu voia Tatălui și cu ajutorul Fiului, și cu săvârșirea Sfântului Duh, evlavioasa și de Dumnezeu iubitoarea Doamna Ruxandra, maica Domnului Bogdan Voievod, cu osândire și cu zeloasă dorință a zidit acest hram întru numele Adormirii Preacistei Stăpâne noastre de Dumnezeu Născătoare, pentru sănătatea și pomenirea ei, și pentru mântuirea acelor întru bună cinstire adormiți părinților ei, și-au pus temelia, zidirii la 23 ale lunii mai, și s-a săvârșit în luna septembrie 15 zile, în anul 7077 (1569)”
A murit răpusă de boală, la doar 32 de ani, fiind înmormântată alături de Alexandru Lăpușneanu la ctitoria lui, Mănăstirea Slatina, unde apare pictată în tabloul votiv purtând coroana voievodală, împodobită cu pietre scumpe.
În literatură, Doamna Ruxandra este principalul personaj feminin din nuvela istorică a lui Costache Negruzzi, Alexandru Lăpușneanul.

## Legături externe
- Dohiariu, marea ctitorie a lui Alexandru Lapusneanul - crestinortodox.ro